# Stazione di Nancy-Ville
La stazione di Nancy-Ville  è la principale stazione ferroviaria a servizio di Nancy e della sua agglomerazione, situata nel dipartimento della Meurthe-et-Moselle, regione Lorena.
È servita da TGV e dal TER.
La sua apertura all'esercizio avvenne nel 1850.